# Deich- und Hauptsielverband Südwesthörn-Bongsiel
Der Deich- und Hauptsielverband Südwesthörn-Bongsiel (DHSV Südwesthörn-Bongsiel) ist ein Wasser- und Bodenverband, dessen Verbandsgebiet etwa 500 km² der Ämter Südtondern und Mittleres Nordfriesland im Nordwesten des Kreises Nordfriesland umfasst. Das Verbandsgebiet verteilt sich etwa zu gleich großen Teilen auf die Entwässerungsgebiete Südwesthörn im Norden und Bongsiel im Süden.
Der DHSV Südwesthörn-Bongsiel entstand im Jahr 1956 aus der Fusion der beiden Deich- und Hauptsielverbände Ruttebüll-Südwesthörn und Bongsiel mit Sitz in Niebüll. Er ist Oberverband von 39 Sielverbänden. Der DHSV ist Geschäftsstelle für die Bearbeitungsgebiete 1–3 im Rahmen der Flussgebietseinheit Eider.
Der Vorstand führt die Bezeichnung Deichgrafschaft, die Verbandsversammlung Deichversammlung und der Vorsteher Oberdeichgraf. Die Rechtsaufsicht über den DHSV  Südwesthörn-Bongsiel übt der Landrat des Kreises Nordfriesland aus.
Aufgabe des DHSV Südwesthörn-Bongsiel und seiner Unterverbände sind Hochwasserschutz, Unterhaltung von Gewässern, Schöpfwerksbetrieb, Naturschutz und Landschaftspflege. Mit der Änderung des Wassergesetzes von 1971 übernahm das Land Schleswig-Holstein die Verantwortung für die Landesschutzdeiche vom DHSV.